# Hoeve Cardenbeek

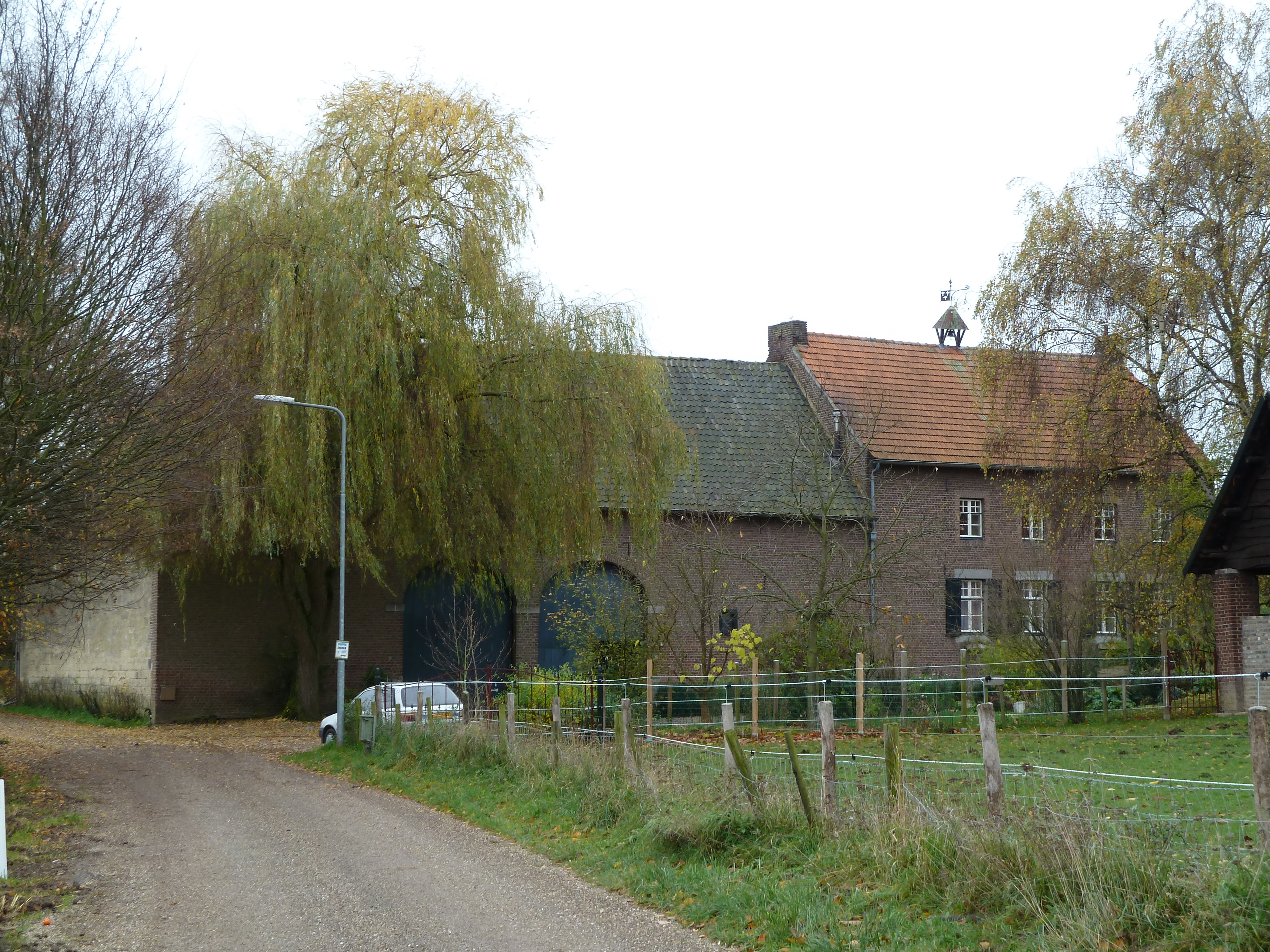
Hoeve Cardenbeek

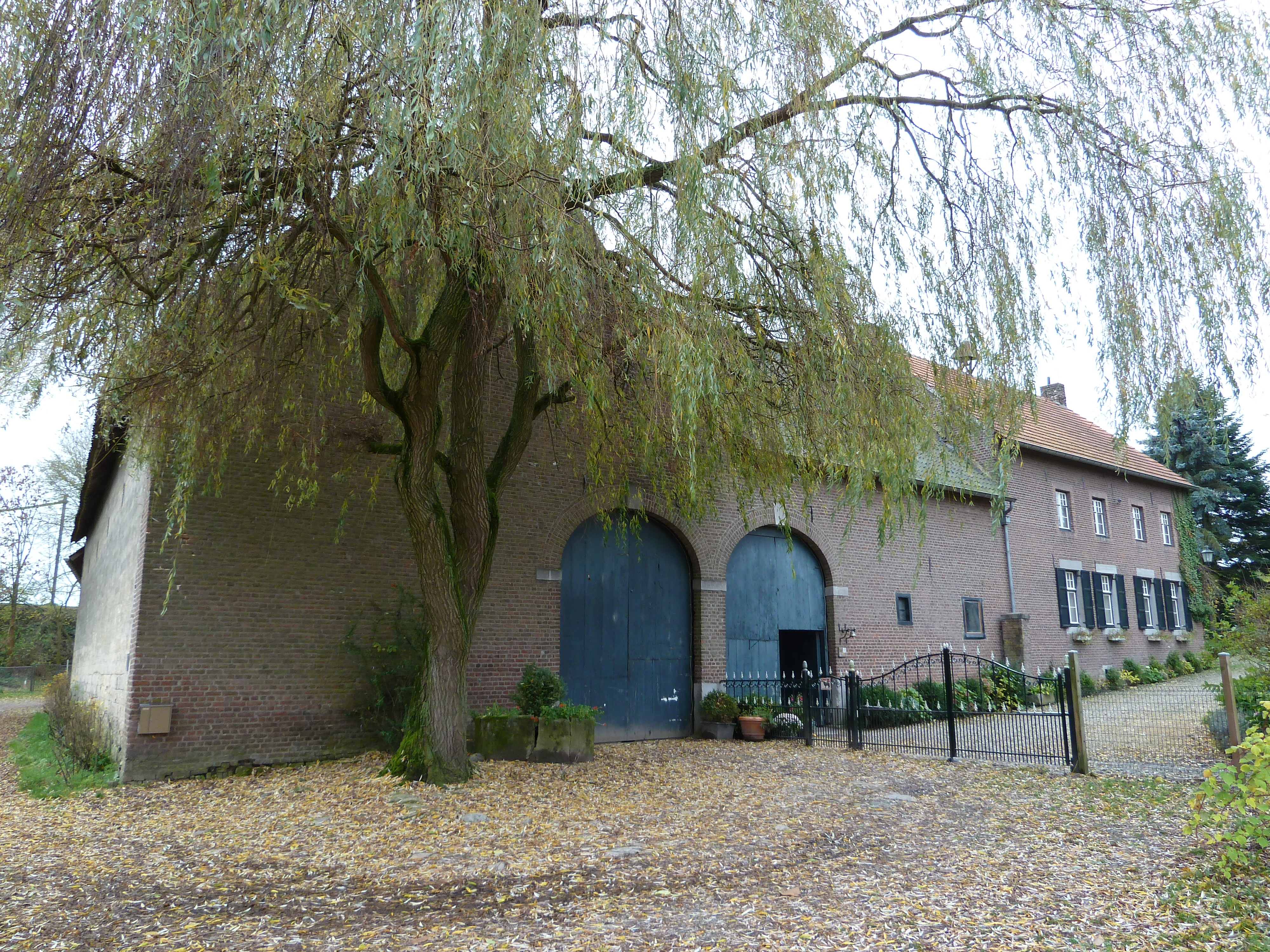
Hoeve Cardenbeek

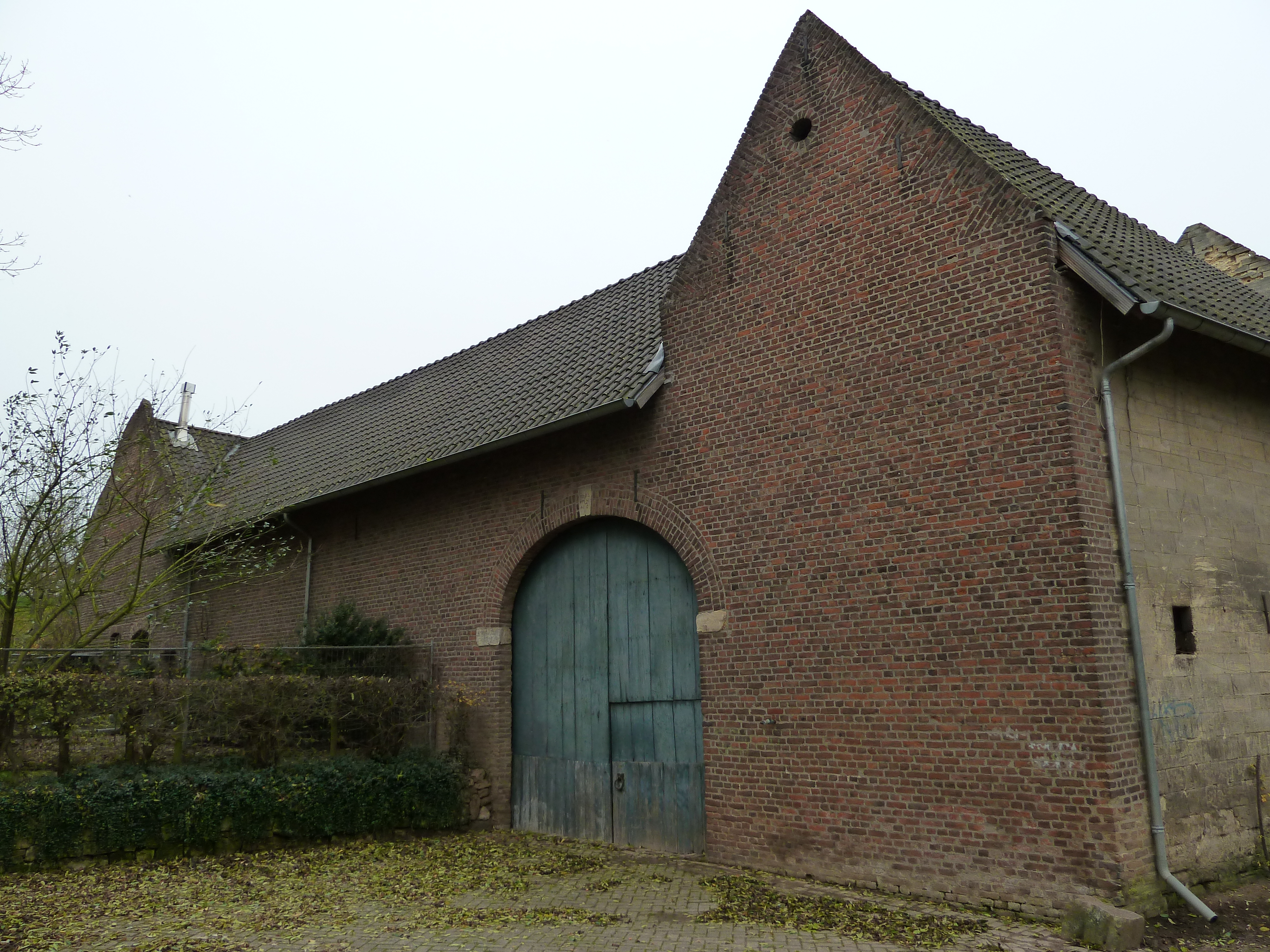
Hoeve Cardenbeek

De Hoeve Cardenbeek is een boerderij in Nederlands Zuid-Limburg in de gemeente Voerendaal. De boerderij staat op enkele honderden meters ten zuidoosten van Craubeek aan de Kaardenbekerweg 30. Ten noordoosten van de hoeve ligt de Groeve Kaardenbeek en tussen de hoeve en de groeve stroomt de Hoensbeek.
De boerderij is een rijksmonument.

## Geschiedenis
Een oude overlevering vertelt dat de hoeve eigendom zou zijn geweest van Karel de Grote, maar hiervoor zijn geen bewijzen gevonden.
In 1269 werd de hoeve voor het eerst schriftelijk vermeld. In de verschillende eeuwen die volgenden werd de naam op verschillende manieren geschreven: Cardenbeke, Cardenbeeck, Cardenbeck, Caertenbeck en Cardenbech. Lokaal wordt de hoeve in het Limburgs aan geduid met Kaardemich. De betekenis van de naam is onduidelijk.
Ten tijde van het feodalisme was de hoeve eigendom van het klooster St. Gerlach en werd de hoeve verpacht. In die periode woonden verschillende families in de boerderij en doordat een familie er lang woonde ging ze zelf de naam van de hoeve dragen.
In 1827 verwoestte een aangestoken brand de hoeve, omdat iemand de eigenaar van de hoeve zag als minnares van zijn vrouw. Na de brand werd de hoeve herbouwd en is sindsdien niet gewijzigd.
In januari 1967 werd de hoeve ingeschreven in het rijksmonumentenregister.

## Gebouw
De hoeve is een vierkantshoeve en heeft een gesloten binnenplaats. Het grootste gedeelte van de hoeve is opgetrokken in baksteen, maar er zijn ook gedeelten die gebouwd zijn met kalksteen.